# Lippisch Delta

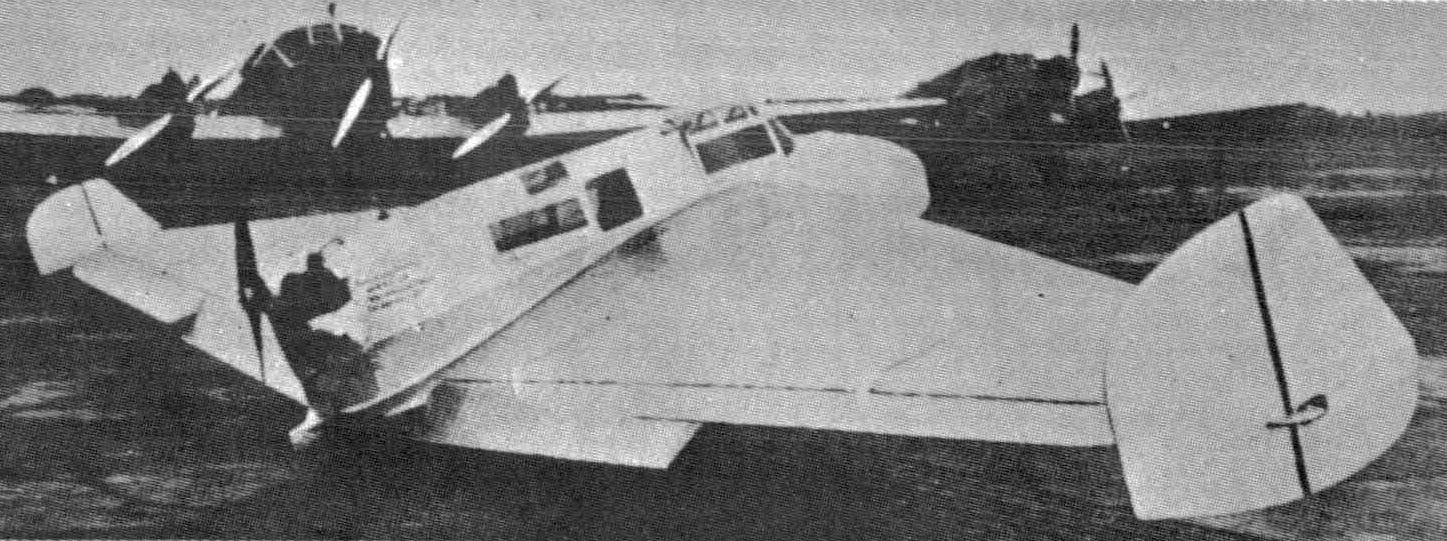
Lippisch Delta I

Nachdem mit dem Storch V Alexander Lippischs schwanzlose Konstruktionen eine gewisse Reife erreicht hatten, wagte er sich an das nächste Projekt. Für das angedachte Nurflügelkonzept schien der Deltaflügel wegen des höheren Volumens im Mittelteil geeigneter. Zu Lippischs Mitarbeitern am Delta-1-Projekt gehörten Hans Jacobs, Fritz Kraemer, Heinrich Voepel, Wilhelm Hubert und der Kanadier Beverley Shenstone. Letzter brachte die kurz vorher veröffentlichte Formel von Glauert mit ins Team. Mit Hilfe der Glauert’schen Formel war es erstmals möglich, Profilmomente zu berechnen. So bekam der Flügel der Delta I im Gegensatz zu den „Störchen“ ein sog. druckpunktfestes Profil (S-Schlag).

## Delta I

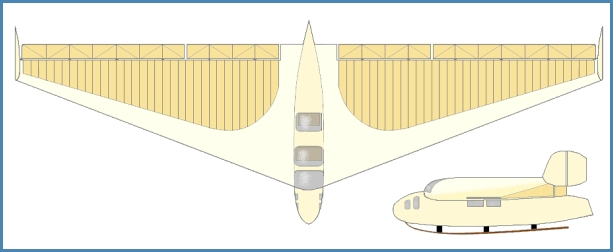
Delta I als Gleiter, 1930

1930 erschien die Delta I zunächst als Gleiter auf der Wasserkuppe und wurde von Günter Groenhoff eingeflogen. Ihre Spannweite betrug 13,24 m und die Steuerung erfolgte über außenliegende Querruder, innenliegende Höhenruder sowie Endscheiben-Seitenruder. Bei der Seglerversion war der Pilot so untergebracht, dass die verglaste Pfeilspitze des Flügels den Blick nach vorne ermöglichte. Der Begleiter hatte nur kleine Fensterchen an der Flügelunterseite und neben seinem Sitzplatz zur Verfügung. Das Flugzeug wurde von Robert Kronfeld 1930 eingeflogen, wobei sich die Anordnung der Ruder als ungünstig erwies. Dennoch beschlossen Lippisch und der Ozeanflieger Hermann Köhl den Umbau zu einem Motorflugzeug.

## Delta I motorisiert

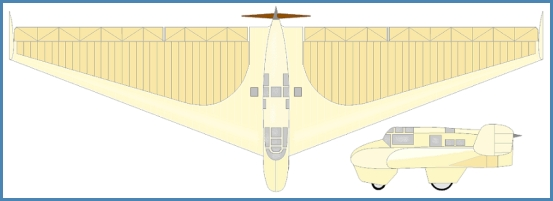
Delta I als Motorflugzeug, 1931

Günther Groenhoff konnte 1931 die Maschine in Tempelhof vorführen. Als Antrieb diente ein Bristol Cherub mit 32 PS. Die Delta I verblieb in Tempelhof, wo Hermann Köhl mit ihr einige Flüge durchführte. Durch die ungünstige Ruderanordnung und den schwachen 32-PS-Bristol-Cherub-Motor blieb die Maschine jedoch ungenügend. Ein Beinahe-Unfall mit der Delta I führte dazu, dass Köhl sich als Geldgeber zurückzog und sich an die Ingenieurschule Weimar wandte, um sich dort einen Nurflügel entwickeln zu lassen.

## Delta II

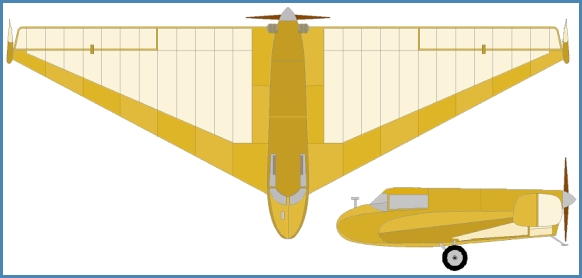
Delta II, 1932

Mittlerweile baute Lippisch für Günter Groenhoff ein kleines Vorführflugzeug, das Delta II genannt wurde. Diese Maschine bekam einen neu entwickelten Ursinus-Flugmotor mit 24 PS. Die Steuerung sollte nun über Elevons erfolgen. Aufgrund von Problemen mit dem neuen Motor gelang es nicht, die Delta II zum Fliegen zu bringen. Beim 13. Rhönwettbewerb im Jahre 1932 kam Groenhoff mit dem Hochleistungs-Segler „Fafnir“ zu Tode.
Das war ein bitterer Rückschlag, denn er war der einzige gewesen, der die schwierig zu fliegende Delta I im Griff hatte. Hinzu kam, dass die RRG die von Köhl zur Verfügung gestellten Gelder nun zurückzahlen musste.

## Delta III/IV

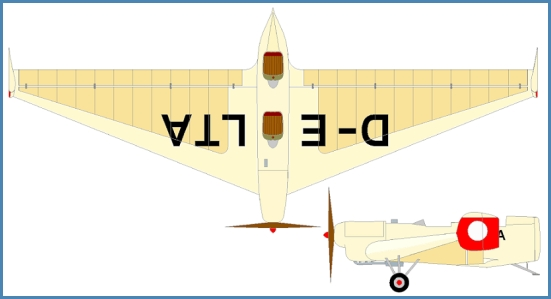
Delta III, 1934

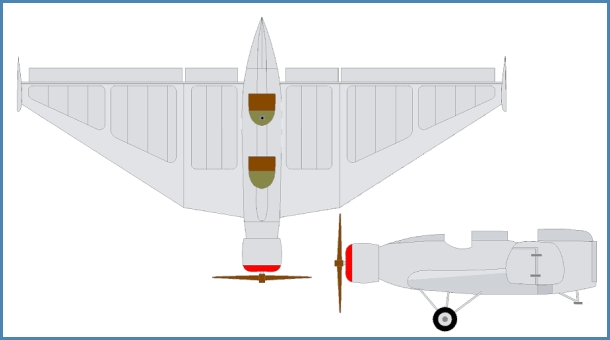
Delta IVb, 1935

Auch das 1932 in aller Eile für Fieseler entwickelte zweimotorige Flugzeug Delta IV bzw. F3 „Wespe“ erwies sich als katastrophaler Fehlschlag. Als wäre das nicht genug, ergaben sich auch mit der bei Focke-Wulf gebauten Delta III Schwierigkeiten. Diese ähnelte in ihrer ursprünglichen Form der Delta I. Erst ein totaler Umbau, den F. Kraemer in Darmstadt durchgeführt hatte, machte die Delta III flugtüchtig. Die äußere Erscheinung des neuen Rumpfes erinnerte nun stark an die üblichen Tiefdecker-Sportflugzeuge jener Zeit. Die Delta III erhielt eine amtliche Zulassung und wurde von dem mittlerweile als Testpilot fungierenden Erich Wiegmeyer häufig vorgeflogen. Bei einer Vorführung bei den Siebel-Werken in Halle überzog Wiegmeyer beim Start jedoch die Delta III, und die Maschine wurde zerstört. Mittlerweile war die Delta IV/Fieseler F3 „Wespe“ wieder umgebaut worden. Der hintere Motor und die Enten-Vorflügel wurden dabei weggelassen. Diese nunmehr Delta IVb genannte Maschine wurde von Wiegmeyer übernommen und erprobt. Als wären all die Rückschläge nicht genug gewesen, kam 1935 Wiegmeyer bei der Landung ein anderes Flugzeug in die Quere und die Maschine wurde erneut zerstört. Wiegmeyer schied daraufhin aus der DFS aus und die Gruppe Lippisch stand ohne Flugzeug und Testpilot da.

## Delta IVc / DFS 39

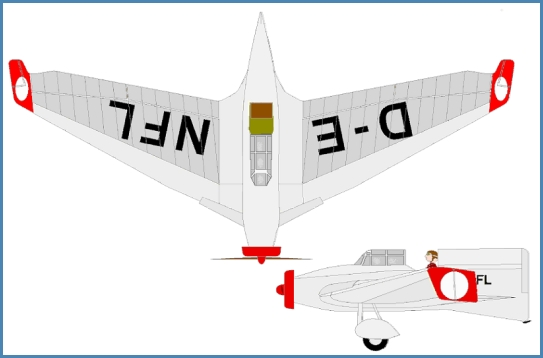
Delta IVc/DFS 39, 1936

Die Entwicklung von Delta-Flugzeugen wurde behördlicherseits nicht weiter unterstützt, und das Ende von Lippischs Nurflügel-Entwicklungen schien gekommen. Dann setzte sich jedoch der einflussreiche Prof. Walter Georgii als Fürsprecher ein und so wurde nominell die Delta IV erneut aufgebaut. In Wirklichkeit kam dieser Wiederaufbau einer völligen Neukonstruktion gleich. Durch die Zusammenarbeit mit Heini Dittmar, der nun als Testpilot fungierte, gelang es nach und nach, die Probleme der Nurflügel-Aerodynamik zu beherrschen und das Flugzeug erhielt dadurch ihr endgültiges Aussehen. Als die Maschine als DFS 39 ihre Kinderkrankheiten überwunden hatte, war Lippischs Wissen über schwanzlose Konstruktionen erheblich gewachsen. Lippisch selbst bezeichnete die DFS 39 (und nicht die DFS 194) als den wahren Vorläufer der Me 163.

## Delta V / DFS 40

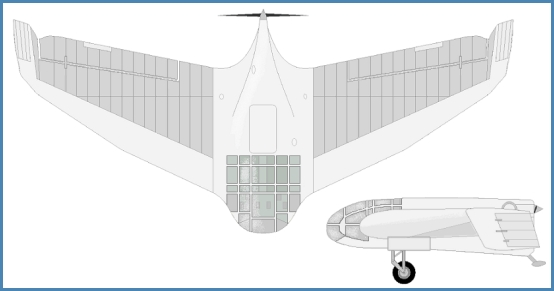
Delta V/DFS 40, 1937

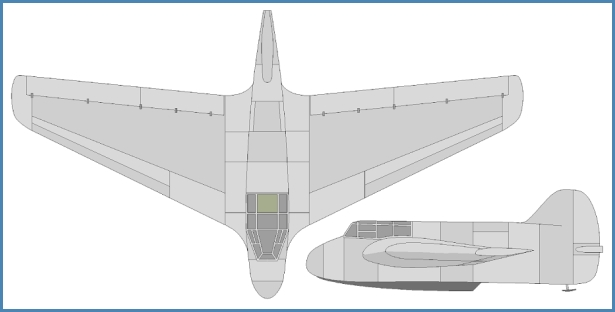
DFS 194 in der endgültigen Form als Versuchsträger für die Me 163

Die DFS 40 Delta V war ein schwanzloses Versuchsflugzeug der Deutschen Forschungsanstalt für Segelflug (DFS). Entworfen wurde das Flugzeug als Weiterentwicklung der DFS 39/Delta IVc. Lippisch und Dittmar gingen zu Messerschmitt um die Me 163 zu bauen und Rudolf Opitz übernahm die Erprobung, stürzte aber bei einem Versuchsflug ab. Damit endete die Entwicklung von Delta-Flugzeugen bei der DFS. Opitz übernahm eine wichtige Rolle bei der Erprobung der DFS 230 und flog diese am 10. Mai 1940 auch im Einsatz, wechselte danach aber ebenfalls zu Lippischs Gruppe bei Messerschmitt.

## DFS 194
Die DFS 194 war ursprünglich als Versuchsmuster für ein Jagdflugzeug mit Druckpropeller mit einer der DFS 39 und DFS 40 sehr ähnlichen Flügelauslegung geplant und Modelle wurden ausgiebig im Windkanal getestet. Dann jedoch wurde die Auslegung stark abgeändert, um die Maschine als Testflugzeug für die Me 163 verwenden zu können.